# Vinaya Sungkur
Vinaya Sungkur es una actriz mauriciana. 

## Carrera
En enero de 2015, se informó que era una de las presentadoras de The Vagina Monologues. En noviembre del mismo año actuó en Sous la Varangue, una comedia basada en la literatura mauriciana. En 2012, protagonizó The Children of Traumaron, una película dirigida por Harrikrisna Anenden y Sharvan Anenden, que se proyectó en el Festival de Cine de Hamburgo 2013. En ella, interpreta a "Savita", una joven que intenta sobrevivir en la ciudad de Port Louis. La película se basó en una novela de Ananda Devi. Su actuación le valió una nominación a los Premios de la Academia del Cine Africano como mejor actriz de reparto. En el Festival Panafricano de Cine y Televisión de Uagadugú 2013, la película ganó el premio al "Premio Oumarou Ganda en la categoría mejor ópera prima".

## Vida personal
Sungkur es una alumna de Sorbonne Nouvelle.